# Stapleton (Nebraska)
Stapleton è un comune degli Stati Uniti d'America, situato nello Stato del Nebraska, nella contea di Logan, della quale è il capoluogo.